# Tom Clancy’s Rainbow Six (игра)
Tom Clancy’s Rainbow Six — первая игра в серии компьютерных и видеоигр в жанре 3D-шутера. Она была разработана и издана компанией Red Storm Entertainment для Windows в 1998 году. Позже игра была портирована на Mac OS, Nintendo 64, PlayStation, Sega Dreamcast, Game Boy Color. Дополнение под названием Tom Clancy’s Rainbow Six: Eagle Watch было выпущено 31 января 1999 года.

## Геймплей

### Брифинг
Каждая операция в игре Tom Clancy’s Rainbow Six начинается с инструктажа, на котором кратко излагается суть миссии и задачи, поставленные перед подразделением.

### Разведывательные данные
Благодаря глубокой проработке сюжета и вниманию к мельчайшим деталям игрок получает возможность более глубокого погружения в атмосферу игры. В связи с этим на втором этапе подготовки к операции он может ознакомиться с личными делами ключевых персонажей, данными организаций и новостными лентами. Так как само существование Радуги скрыто от широких масс информация о проведенных операциях публикуемая в СМИ носит искаженный характер. В частности главная роль в разрешении конфликтов отдается местным силовым структурам тогда как Радуга остается в тени. Весьма интересными бывают дополнительные данные — справки о вирусах, с которыми сталкиваются бойцы, исторические очерки и пр.

### Составление списка
Прежде чем приступить к планированию операции необходимо укомплектовать отряд. Оперативники делятся на четыре группы: штурмовики, саперы, специалисты по электронике и разведке. На каждого бойца можно получить детальную информацию, которая в конечном итоге может повлиять на исход операции. Эта информация включает в себя статистические и персональные данные, а также биографию. Статистика носит не только справочный характер — она определяет навыки бойца. В частности не стоит доверять работу со взрывчаткой штурмовику, сапер с ней справится гораздо быстрее. Каждый оперативник имеет свой тембр голоса, антропометрические данные и уникальную текстуру лица. В игре есть такое понятие, как «усталость» и если в каждую миссию привлекать одного и того же оперативника, то в один момент его может не оказаться в списке доступных участников.

### Разбиение отряда на группы
Прежде чем приступать к планированию необходимо разделить отряд на группы. Разрешается создать четыре группы. Каждая группа имеет цветовую маркировку (синий, красный, зелёный, золотой) и может включать не более четырёх оперативников. Как правило этого достаточно для осуществления любых тактических манёвров.

### Планирование
Важнейший этап проведения операции — планирование. Здесь необходимо задать пути следования для каждой из групп. Для решения тактических задач игрок имеет возможность задать скорость (быстро, нормально или осторожно) и тип (штурм, эскорт и др.) перемещения группы на любом участке следования. Перед различными объектами появляется возможность выполнения особых действий. Например группе, находящейся у двери можно указать действие зачистить комнату, установить на дверь пробойный заряд или выбить дверь. Отряду, находящемуся рядом с бомбой можно указать на разминирование. Это бывает полезно, когда нужно разоружить несколько бомб и у игрока нет возможности находиться в двух местах одновременно.
Очень удобно реализовано управление картой. Имеется стандартный набор функций управления картой: движение и вращение, зуммирование, переключение между этажами, а также активация просмотра карты в 3D. Можно легко включить/выключить отображение путей следования, удалить одну точку в пути следования или весь путь. Возможность сохранения и загрузки всего плана операции позволяет выявить сильные и слабые стороны различных подходов и разработать в конечном итоге наиболее удачное решение.

### Игровой процесс
После завершения всех подготовительных операций игрок может приступить к выполнению задания. Запустив игру он увидит, как группы разбегутся по указанным им маршрутам. Чтобы не держать в голове план операции игрок может воспользоваться миникартой, на которой указан путь следования его группы. Также на информационной панели содержатся данные о снаряжении и состоянии игрока, количестве патронов и магазинов, режиме стрельбы и состоянии подчиненных. Во время операции игроку неоднократно придется переключать тип своего следования. Например, чтобы заложник начал следовать за игроком ему нужно изменить режим следования на «Сопровождение» (англ. Escort).
Набор действий персонажа характерен для любой игры из жанра шутер. Игрок может свободно передвигаться в пределах карты, забираться по лестницам, открывать двери и т. п., но отсутствует возможность выполнения прыжка. Следует помнить, что протагонист может быть убит с первого же попадания, тогда игрок автоматически переключается на другого живого персонажа. Также игрок волен по своему желанию в любое время переключиться на любого оперативника. Следующий важный момент заключается в том, что террористы могут услышать звуки выстрелов и активировать установленные заряды, либо уничтожить заложников. В связи с этим в большинстве операций рекомендуется использование оружия снабженного глушителем. Вообще при виде оперативников террористы вначале открывают огонь по заложникам, а уже потом по бойцам «Радуги», поэтому во время штурма нужно быть особенно осторожным. Также во время операции не доступна функция сохранения игры, в игре нет медицинских аптечек. Пополнить боезапас во время миссии нельзя, так как оружие, отбитое у террористов, подобрать невозможно.

### Мультиплеер
Многопользовательская игра возможна через интернет и локальную сеть (до 16 человек). Имеется режим кооперативного прохождения.

## Сюжет
«Радуга» это многонациональное спецподразделение, находящееся в ведомстве НАТО. «Радуга» была сформирована в 1999 году в ответ на возрастающую проблему международного терроризма. Оперативники набираются из ведущих контртеррористических подразделений мира и проходят обучение новейшим методам по спасению заложников и проведению скрытых операций. Командующий — Джон Кларк, офицер ЦРУ. Управление осуществляется из штаба 22-го полка SAS в Херефорде.
| Место действия         | Дата и время      | Название операции | Сюжет | Задание                                                                                |
| ---------------------- | ----------------- | ----------------- | --- | -------------------------------------------------------------------------------------- |
| Лондон                 | 07.02.2000, 17:00 | Стальной ветер    | Террористическая организация «Свободная Европа» захватила бельгийское посольство в Лондоне. | Спасти посла. Спасти штатного сотрудника                                               |
| ДРК                    | 15.04.2000, 02:00 | Холодный гром     | Повстанцы Хуту захватили в Конго исследовательскую станцию корпорации «Горизонт». | Спасти доктора Уинстона. Спасти ландшафтного работника                                 |
| Северное море          | 25.06.2000, 05.30 | Крылья ангела     | Террористическая организация «Феникс» захватила буровую установку «Petromech». Они взяли в заложники команду и заминировали буровую. | Разоружить бомбы. Спасти рабочих нефтяной вышки                                        |
| Бразилия               | 03.08.2000, 06:30 | Солнечный дьявол  | Американские и бразильские рабочие были похищены со строительного участка корпорации «Горизонт» под названием «Арк», расположенного в тропическом лесу Амазонки. Они содержатся в особняке наркобарона Рамона Колдерона.                                                                             | Спасти рабочих. Убить Рамона Калдерона                                                 |
| Барселона              | 27.08.2000, 18:30 | Танец призрака    | Члены «Силы 10-18» захватили несколько семей в испанском парке развлечений в заложники. | Спасти всех заложников                                                                 |
| Венгрия                | 05.09.2000, 14:00 | Голубое небо      | Террористическая организация «Феникс» захватила дамбу на границе Венгрии и Словакии и угрожает взорвать её. Один из террористов желает стать осведомителем в обмен на свою жизнь. | Спасти Роланда Канста. Разоружить бомбы                                                |
| Айдахо                 | 10.09.2000, 03.00 | Прогулка по огню  | По данным полученным от осведомителя стало известно, что группа «Феникс» владеет биологической лабораторией, расположенной в Айдахо. | Убить всех террористов. Предотвратить побег лидеров                                    |
| Айдахо                 | 10.09.2000, 06:00 | Зимний ястреб     | Члены организации «Феникс» бежали к близлежащей взлетно-посадочной полосе и захватили с собой образцы вируса. | Убить всех террористов. Предотвратить побег лидеров                                    |
| Брюссель               | 13.09.2000, 15:00 | Красный волк      | Организация «Свободная Европа» захватила монетный двор во время празднования, посвященного выпуску новой валюты Евросоюза. | Спасти всех заложников                                                                 |
| Саутгемптон            | 19.09.2000, 23:00 | Ледяная бритва    | Группа «Феникс» похитила доктора Уинстон из её гостиницы. Они были прослежены до грузового судна. Террористы угрожают взорвать корабль если им не дадут уйти. | Спасти доктора Уинстона                                                                |
| Вирджиния, Александрия | 23.09.2000, 02:00 | Жёлтый клинок     | Энн Ланг, советник президента по науке, предположительно связана с группой «Феникс». | Отключить систему безопасности. Установить прослушку на телефон. Уйти к зоне эвакуации |
| Сан-Франциско          | 26.09.2000, 04:00 | Чёрная магия      | С помощью жучка, установленного в особняке Энн Ланг стало известно о том, что «Горизонт» финансирует «Феникс», а также о готовящемся террористическом акте. | Отключить систему безопасности. Загрузить файлы. Уйти к зоне эвакуации                 |
| Австралия              | 30.09.2000, 19:00 | Одинокий лис      | Информация, полученная из штаб-квартиры корпорации «Горизонт» показала, что «Феникс» для вирусной атаки выбрали церемонию закрытия олимпийских игр. В этом террористам помогает Билл Хендриксон, глава организации «Глобальная безопасность», которая обеспечивает сохранность проведения олимпиады. | Спасти Хендриксона                                                                     |
| Бразилия               | 30.09.2000, 10:00 | Чёрная звезда     | Энн Ланг находится в Бразилии на ознакомительном туре с программой «Тропический лес 2000». По информации, полученной из штаб-квартиры корпорации «Горизонт», стало известно, что «Феникс» планирует инсценировать похищение мисс Ланг, чтобы позволить ей скрыться перед вирусной атакой.            | Спасти всех заложников                                                                 |
| Сидней                 | 01.10.2000, 03:00 | Дикая стрела      | Группа «Феникс» установила устройства с вирусом в системе кондиционирования олимпийской деревни. | Отключить вирусные капсулы                                                             |
| Бразилия               | 01.10.2000, 06:00 | Магия тигра       | Джон Брайтлинг и остатки группы «Феникс» забаррикадировались в Арке. | Взять Брайтлинга                                                                       |

## Экипировка
Кроме различных вариантов камуфляжа (городской, уличный, лесной, пустынный) униформа бойцов «Радуги» имеет три варианта комплектации:
- униформа для разведывательных операций комплектуется легким бронежилетом не стесняющим движений оперативника, для неё характерно отсутствие шлема;
- униформа для штурмовых операций комплектуется бронежилетом и шлемом;
- униформа сапера включает в себя шлем с визором, защищающим лицо от осколков и тяжелый бронежилет с защитой паховой области.

## Другие платформы

### Game Boy Color
Несмотря на скромные аппаратные возможности концепция игры перенесена на Game Boy Color практически без изменений. Присутствуют почти все этапы подготовки к операции:
- брифинг на котором можно узнать о задачах операции;
- составление списка и разбиение его на группы;
- выбор снаряжения каждому из участников операции;
- планирование миссии (этот этап сильно упрощен в сравнении с оригиналом и у игрока имеется возможность лишь расставить пути следования группам).

Игровой процесс претерпел серьёзные изменения, так как вид от первого лица сменился видом сверху, но основные черты свойственные оригиналу сохранил. Например, после начала игры, группы ведомые искусственным интеллектом начнут движение по заданным для них путям следования. На информационной панели игрок может увидеть активное оружие, количество магазинов и число оставшихся в нём боеприпасов. Также доступны радар и тип перемещения.

### PlayStation
Сюжет и миссии отличаются от версии для ПК хотя и были сохранены некоторые из этапов подготовки к операции:
- брифинг;
- изучение дополнительных данных, относящихся к миссии;
- подбор не более трех оперативников из списка для текущей операции. Каждый из оперативников обладает определенными навыками;
- выбор снаряжения, позволяющий выбрать основное и дополнительное оружие, а также снаряжение. Набор оружия идентичен версии игры для ПК;
- этап планирования сведен лишь к выбору точки старта для каждого из оперативников.

Игровой процесс заметно отличается от версии игры для ПК и представляет собой шутер без каких-либо тактических возможностей. На информационной панели доступно здоровье всех участвующих в операции бойцов, количество патронов и магазинов к текущему оружию, которое в версии игры для PlayStation можно наблюдать в руках оперативника. Между членами отряда можно в любое время переключаться. Взаимодействие с внешним миром представлено возможностью открывать и закрывать двери, перемещаться по вертикальным лестницам, нажимать кнопки. С помощью мощного оружия некоторые из дверей можно выбивать. В темных участках уровня можно воспользоваться прибором ночного видения, а для навигации использовать карту местности.

### Dreamcast
Для Dreamcast игра является портом версии игры для ПК вследствие чего является его точной копией. Из серьёзных недостатков отмечали управление, перенос которого на геймпад сказался на его удобстве.

## Роман
Роман создавался одновременно с игрой. Хотя произведения имеют одинаковые названия, их сюжеты схожи лишь эпизодами. Red Storm Entertainment справилась со своей работой быстрее, чем Том Клэнси, и игра увидела свет раньше литературного произведения. Сюжет книги имеет две основные линии, одна из которых повествует о деятельности «Радуги». Другая — знакомит читателя с террористической организацией, занимающейся разработкой вируса для установления нового мирового порядка. Примечательно, что подготовке операций уделяется огромное внимание, тогда как перестрелки скоротечны и редки.
В России книга была издана издательством ЭКСМО и увидела свет 29 августа 2006 года.

## Критика
| Сводный рейтинг         | Сводный рейтинг                                                     |
| Агрегатор               | Оценка                                                              |
| ----------------------- | ------------------------------------------------------------------- |
| GameRankings            | 81,81 % (PC) 73,71 % (N64) 72,28 % (SDC) 53,83 % (GBC) 48,07 % (PS) |
| Metacritic              | (PC) 85/100                                                         |
| Иноязычные издания      |                                                                     |
| Издание                 | Оценка                                                              |
| AllGame                 | · (Mac & N64) · (PS & GBC)                                          |
| EGM                     | (N64) 7,62/10 (DC) 7,33/10 (PS) 3,8/10                              |
| Game Informer           | (N64) 8/10 (PS) 6,75/10                                             |
| GamePro                 | · (PS)                                                              |
| GameRevolution          | A−                                                                  |
| GameSpot                | (DC) 8,1/10 (PC) 8/10 (GBC) 7,4/10 (N64) 7,1/10 (PS) 3,7/10         |
| GameSpy                 | 3,5/10                                                              |
| IGN                     | (PC) 9,4/10 (N64) 8,5/10 (DC) 8/10 (GBC) 5/10 (PS) 3,8/10           |
| Nintendo Power          | (N64) 7,9/10 (GBC) 6,9/10                                           |
| OPM                     | [ 38 ]                                                              |
| PC Gamer (US)           | 93 %                                                                |
| The Cincinnati Enquirer | [ 40 ]                                                              |
| Русскоязычные издания   |                                                                     |
| Издание                 | Оценка                                                              |
| «Игромания»             | [ 41 ]                                                              |

В 2001—2002 суммарные продажи Tom Clancy 's Rainbow Six и Tom Clancy 's Rainbow Six: Rogue Spear составили 450,000 копий.